# Сеттінджано
Сеттінджано (італ. Settingiano, сиц. Settingianu) — муніципалітет в Італії, у регіоні Калабрія,  провінція Катандзаро.
Сеттінджано розміщене на відстані близько 480 км на південний схід від Риму, 8 км на захід від Катандзаро.
Населення — 3134 особи (2014).
Щорічний фестиваль відбувається 11 листопада. Покровитель — Святий Мартин (San Martino).

## Демографія
Населення за роками:

Станом на 1 січня 2023 року в муніципалітеті офіційно проживали 92 іноземці з 19 країн, серед них 30 громадян країн Євросоюзу та 4 громадяни України.

## Сусідні муніципалітети
- Караффа-ді-Катандзаро
- Катандзаро
- Марчеллінара
- Тіріоло